# Сфера, Лазэр
Лазэр Сфера (рум. Lazăr Sfera; 29 апреля 1909, Сын-Михай, Транслейтания, Австро-Венгрия — 24 августа 1992) — румынский футболист, защитник. Выступал за сборную Румынии, участвовал в Чемпионатах мира по футболу 1934 и 1938 годов.

## Карьера
Начал карьеру в молодёжном клубе «Политехника (Тимишоара)» из одноимённого города. В 1927 году перешел в его основной состав, в котором выступал до 1929 года.

В 1929 году перешёл в клуб «Банатул Тимишоара», в котором находился в течение одного года, до перехода в клуб «Виктория Клуж».

В 1931 перешёл в «Университатю», из города Клуж-Напока. В его составе находился до 1934. За 3 года провел 27 матчей, в которых забил 2 мяча.

В 1934 перешел в «Венус» из Бухареста. За Венус он провел 132 матча, в которых забил 3 мяча. В 1941 году завершил клубную карьеру.
Дебютировал за национальную сборную Румынии 26 августа 1931 года в товарищеском матче против Литвы. 
Участвовал в чемпионатах мира 1934 и 1938 годов. Последний матч за сборную провел 1 июня 1941 года против Германии. Всего провел за сборную 14 матчей, в которых не забил не одного гола.

## Награды

### Венус
Чемпионат Румынии
- Чемпион (3): 1936-37, 1938-39, 1939-40